# Лох-Гур
Лох-Гур (ирл. Loch Gair, англ. Lough Gur) — озеро в графстве Лимерик, Ирландия.
Близ озера расположены важнейшие археологические объекты Ирландии — стоянки древнего человека, жившего здесь более 5 тыс. лет назад, дольмены и мегалитические сооружения. Здесь находится самый большой в стране каменный круг. Среди памятников средневековой архитектуры сохранились развалины старинного норманнского замка и одной христианской церкви.
Благодаря высокой аттрактивности своих природных и историко-культурных достопримечательностей, Лох-Гур привлекает большое число туристов. Рядом с озером имеется множество кемпингов и специально оборудованных мест для автомобилей, а вдоль береговой линии осуществляется уход за газоном. Поверхность озера используется для различных водных видов спорта, при этом здесь запрещено использование моторных лодок.
Существует легенда, согласно которой на дне озера в царстве фей живёт сын прекрасной Айне, которая стала жертвой хитрости и коварства графа-колдуна. Погибший юноша, как и герой бриттов Артур, ожидает часа освобождения. Тогда он вместе со своими воинами явится на поверхность, чтобы изгнать чужеземцев из Ирландии. Но это произойдёт лишь тогда, когда герой, раз в семь лет пускаясь вскачь по поверхности озера, начистит серебряные подковы своего коня настолько, что они сделаются тонкими, как кошачье ухо.
Есть и другая версия легенды, которая связана с Джеральдом, четвёртым графом Десмонда, таинственно исчезнувшим в 1398 году. Богиней Айне (Ане) увлёкся Айлиль Аулом, король Мунстера, а она погубила его своими чарами. Через несколько сотен лет та же ситуация повторилась с другим смертным по фамилии Фицджеральд, сыном которого был пропавший Джеральд. По преданию, он обитает под водами озера Лох-Гур и раз в семь лет можно видеть, как тот скачет по берегу на белой лошади.